# ميخائيل ديفلن (لاعب كرة قدم)
ميخائيل ديفلن (بالإنجليزية: Michael Devlin)‏ هو لاعب كرة قدم بريطاني، ولد في 3 أكتوبر 1993 في ماذرويل ‏ في المملكة المتحدة. لعب مع نادي ستنهاوسموير وهاميلتون أكاديميكال.

## وصلات خارجية
- ميخائيل ديفلن على موقع الاتحاد الأوربي (الإنجليزية)
- ميخائيل ديفلن على موقع قاعدة بيانات كرة القدم.إي يو (الإنجليزية)
- ميخائيل ديفلن على موقع Soccerbase.com (لاعب) (الإنجليزية)
- ميخائيل ديفلن على موقع Soccerway.com (الإنجليزية)
- ميخائيل ديفلن على موقع عالم كرة القدم.نت (الإنجليزية)